# 아이돌 권한대행
《아이돌 권한대행》은 대한민국의 웹드라마이다.

## 등장 인물

### 주요 인물
- 최유정 : 유정 역
- 김도연 : 도연 역
- 김현서 : 현서 역
- 윤정혁 : 정혁 역
- 은해성 : 해성 역
- 지건우 : 건우 역
- 차인하 : 인하 역

### 그 외 인물
- 박종환 : 면장 역
- 유영 : 병철 역
- 라임 : 김장미 역
- 박혁권 : 군수 역
- 서강준 : 도연 오빠 역
- 이주승 : 나고야 선배 역
- 박희본 : 구대표 역
- 강해림 : 해림 역
- 안승균 : 승균 역
- 서영 : 서영 역
- 여름 : 여름 역

### 특별출연
- 옹성우